# Keinusaari
Keinusaari är en ö i Finland. Den ligger i sjön Hirvijärvi och i kommunen Riihimäki i den ekonomiska regionen  Riihimäki ekonomiska region  och landskapet Egentliga Tavastland, i den södra delen av landet, 60 km norr om huvudstaden Helsingfors. Öns area är 2,2 hektar och dess största längd är 250 meter i nord-sydlig riktning.